# Escrime aux Jeux paralympiques d'été de 1972
Navigation
Tel Aviv 1968 Toronto 1976
La compétition d'escrime des Jeux paralympiques d'été de 1972 se déroulent dans la ville de Heidelberg. Onze épreuves y sont organisées.

## Résultats

### Podiums masculins
| Épreuves                      | Or                                                                | Argent                                                                    | Bronze                                                                 |
| ----------------------------- | ----------------------------------------------------------------- | ------------------------------------------------------------------------- | ---------------------------------------------------------------------- |
| Épée individuel               | Roberto Marson (ITA)                                              | Pierre Prestat (FRA)                                                      | Cyril Thomas (GBR)                                                     |
| Épée par équipes              | Italie Roberto Marson Franco Rossi Germano Zanarotto              | France Michel Foucre Pierre Prestat Herbert Sok                           | Grande-Bretagne J. Clarke Cyril Thomas Terry Willett                   |
| Fleuret individuel "novices"  | Vittorio Paradiso (ITA)                                           | Hübenthal (FRG)                                                           | Dieter Leicht (GER)                                                    |
| Fleuret par équipes "novices" | Allemagne de l'Ouest Hübenthal Dieter Leicht Maul                 | Italie Jaculano Marras Vittorio Paradiso                                  |                                                                        |
| Fleuret individuel            | Vittorio Loi (ITA)                                                | Franco Rossi (ITA)                                                        | Willi Schneider (FRG)                                                  |
| Fleuret par équipes           | Italie Giuliano Koten Vittorio Loi Franco Rossi Germano Zanarotto | France Jacques Ceretto Roger Schuh Herbert Sok                            | Allemagne de l'Ouest Hans-Joachim Böhm Hübenthal Junke Willi Schneider |
| Sabre individuel              | Roberto Marson (ITA)                                              | Ron Parkin (GBR)                                                          | Pierre Prestat (FRA)                                                   |
| Sabre par équipes             | Grande-Bretagne Ron Parkin Cyril Thomas Terry Willett             | Italie Giovanni Ferraris Roberto Marson Germano Pecchenino Oliver Venturi | France Michel Foucre Pierre Prestat Roger Schuh                        |

### Podiums féminins
| Épreuves                     | Or                                                                 | Argent                                                    | Bronze                                    |
| ---------------------------- | ------------------------------------------------------------------ | --------------------------------------------------------- | ----------------------------------------- |
| Fleuret individuel "novices" | Carol Bryant (GBR)                                                 | Lenzko (FRG)                                              | Géraldine Pissonier (FRA)                 |
| Fleuret individuel           | Josette Merckx (FRA)                                               | Shoshana Sharabi (ISR)                                    | Rachel Tassa (ISR)                        |
| Fleuret par équipes          | Israël Ayala Malchan Shoshana Sharabi Margalit Peretz Rachel Tassa | France Madeleine Foure Josette Merckx Géraldine Pissonier | Grande-Bretagne Haynes J. Swann P. Waller |

### Tableau des médailles
| Rang  | Nation               | Or | Argent | Bronze | Total |
| ----- | -------------------- | -- | ------ | ------ | ----- |
| 1     | Italie               | 6  | 3      | 0      | 9     |
| 2     | Grande-Bretagne      | 2  | 1      | 3      | 6     |
| 3     | France               | 1  | 4      | 3      | 8     |
| 4     | Allemagne de l'Ouest | 1  | 2      | 3      | 6     |
| 5     | Israël               | 1  | 1      | 1      | 3     |
| Total | Total                | 11 | 11     | 10     | 32    |